# Хосеп дель Ойо
Хосеп дель Ойо (кат. Josep del Hoyo; нар. 22 червня 1954) — каталонський орнітолог, письменник, популяризатор науки. Є одним із засновників видавництва Lynx Edicions у Барселоні. Автор ідеї та один з співредакторів Довідника птахів світу (Handbook of the Birds of the World, HBW).

## Біографія
Хосеп народився 22 червня 1954 в Барселоні. У 1977 році отримав ступінь доктора медицини та хірургії в Автономному університеті Барселони. З 1978 по 1980 рік він працював сільським лікарем у Рода-де-Тер в кумарці Узона. З 1980 по 1981 рік він вирушив на 13-місячне дослідження птахів у 15 африканських країнах. Під час мандрівки у нього виникла ідея створити видання, де будуть зібрані усі види птахів. Але тоді в Ойо не було грошей на цей проєкт. 
У 1981 році він проводив семінари з орнітології в Теоретико-практичній школі зоології тварин і прикладної приматології в Барселонському зоопарку. У 1980-х роках дель Ойо працював програмним директором і автором довідників про здоров’я на іспанському телебаченні та радіо, зокрема «Curar-se en salut» (1984) на TV3 та Catalunya Matí на громадському радіо Catalunya Ràdio (1985). На додаток до своєї роботи він написав численні газетні та журнальні статті. 
У 1989 році дель Ойо разом з орнітологом Хорді Саргаталом і бізнесменом Рамоном Маскортом заснували видавництво Lynx Edicions, яке в 1990-х роках перетворилося на спеціалізоне видавництво книг про природу та 17-томної енциклопедії «Handbook of the Birds of the World» (1992–2013). Дель Ойо написав кілька розділів для HBW, у тому числі про родини пірникоз, ібісів, фламінго та краксів. «Довідник птахів світу» продається в прямих продажах у понад 160 країнах. З моменту появи першого тому збірник отримав понад 800 рецензій у 220 виданнях у 32 країнах. Серед отриманих відзнак є «важливий довідковий твір щодо природоохоронного статусу», «шедевр науки» або «біблія орнітології». Після чотирьох років підготовки дель Хойо опублікував двотомний ілюстрований контрольний список усіх видів птахів на землі у 2014 та 2016 роках у співпраці з Найджелом Колларом. З 2009 року очолює фоторедакційну групу «Довідника ссавців світу» .
Дель Ойо зняв понад 4800 видів птахів у понад 100 країнах. Він написав понад 50 праць, спочатку медичних підручників, але з середини 1980-х років зосередився на орнітологічній літературі.
Дель Ойо є членом Академії медичних наук Каталонії і Балеарських островів, Всесвітнього фонду дикої природи та МСОП. З 1988 по 1992 рік він був президентом каталонської природоохоронної організації Lliga per a la Defensa del Patrimoni Natural. З 1994 по 2008 рік він був віце-президентом Іспанського орнітологічного товариства (Sociedad Española de Ornitología). Він обіймав посаду члена Глобального комітету BirdLife International два терміни з 2005 по 2013 роки.

## Вибрана бібліографія
- La salud y al medio ambiente, 1982.
- Guía Médica, 1983.
- Atlas Ornitólogic de Catalunya, 1984.
- Naturaleza salvaje, 1984.
- Curar-se en salut, 1985–1986. 30 títulos.
- Sexualitat, 1986.
- Observar Ocells a Catalunya, 1989.
- Handbook of the Birds of the World, 1992–2013.
- Handbook of the Mammals of the World, 2009-2019.
- Medicina e salute, 1993.
- Guía visual del embarazo y del parto, 1996.